# Deux de couple féminin aux Jeux olympiques d'été de 2008
 (mars 2025).
Si vous disposez d'ouvrages ou d'articles de référence ou si vous connaissez des sites web de qualité traitant du thème abordé ici, merci de compléter l'article en donnant les références utiles à sa vérifiabilité et en les liant à la section « Notes et références ».
Pour un article plus général, voir Aviron aux Jeux olympiques d'été de 2008.
Navigation
Athènes 2004 Londres 2012
L'épreuve féminine de deux de couple féminin aux Jeux olympiques de 2008 s'est déroulée du 10 au 17 août 2008 sur le parc aquatique olympique de Shunyi.

## Résultats

### Tour éliminatoire (09/08/2008)

#### 1ertouréliminatoire
| Rang | Pays             | Athlètes                                           | Temps         |
| ---- | ---------------- | -------------------------------------------------- | ------------- |
| 1    | Nouvelle-Zélande | Georgina Evers-Swindell et Caroline Evers-Swindell | 7 min 03 s 92 |
| 2    | Allemagne        | Annekatrin Thiele et Christiane Huth               | 7 min 09 s 06 |
| 3    | États-Unis       | Megan Kalmoe et Ellen Tomek                        | 7 min 11 s 17 |
| 4    | Roumanie         | Ionelia Neacsu et Roxana Gabriela Cogianu          | 7 min 12 s 17 |
| 5    | Ukraine          | Kateryna Tarasenko et Yana Dementyeva              | 7 min 25 s 03 |

#### 2etouréliminatoire
| Rang | Pays               | Athlètes                                | Temps         |
| ---- | ------------------ | --------------------------------------- | ------------- |
| 1    | Chine              | Li Qin et Tian Liang                    | 7 min 03 s 13 |
| 2    | République tchèque | Jitka Antosova et Gabriela Varekova     | 7 min 04 s 23 |
| 3    | Grande-Bretagne    | Elise Laverick et Anna Bebington        | 7 min 08 s 65 |
| 4    | Australie          | Catriona Sens et Sonia Mills            | 7 min 13 s 25 |
| 5    | Italie             | Laura Schiavone et Elisabeta Sancassini | 7 min 30 s 25 |

### Repêchage (11/08/2008)

#### 1ergroupede repêchage
| Rang | Pays            | Athlètes                                  | Temps         |
| ---- | --------------- | ----------------------------------------- | ------------- |
| 1    | Grande-Bretagne | Elise Laverick et Anna Bebington          | 6 min 54 s 92 |
| 2    | Allemagne       | Annekatrin Thiele et Christiane Huth      | 6 min 55 s 96 |
| 3    | Roumanie        | Ionelia Neacsu et Roxana Gabriela Cogianu | 7 min 01 s 69 |
| 4    | Italie          | Laura Schiavone et Eisabetta Sancassini   | 7 min 08 s 00 |

#### 2egroupede repêchage
| Rang | Pays               | Athlètes                              | Temps         |
| ---- | ------------------ | ------------------------------------- | ------------- |
| 1    | États-Unis         | Megan Kalmoe et Ellen Tomek           | 7 min 03 s 13 |
| 2    | République tchèque | Jitka Antosova et Gabriela Varekova   | 7 min 00 s 75 |
| 3    | Australie          | Catriona Sens et Sonia Mills          | 7 min 04 s 30 |
| 4    | Ukraine            | Kateryna Tarasenko et Yana Dementyeva | 7 min 06 s 77 |

### Finale (16/08/2008)
| Rang | Pays               | Athlètes                                           | Temps         |
| ---- | ------------------ | -------------------------------------------------- | ------------- |
| 1    | Nouvelle-Zélande   | Georgina Evers-Swindell et Caroline Evers-Swindell | 7 min 07 s 32 |
| 2    | Allemagne          | Annekatrin Thiele et Christiane Huth               | 7 min 07 s 33 |
| 3    | Grande-Bretagne    | Elise Laverick et Anna Bebington                   | 7 min 07 s 55 |
| 4    | Chine              | Li Qin et Tian Liang                               | 7 min 15 s 85 |
| 5    | États-Unis         | Megan Kalmoe et Ellen Tomek                        | 7 min 17 s 55 |
| 5    | République tchèque | Jitka Antosova et Gabriela Varekova                | 7 min 25 s 09 |

## Note
- Cet article est partiellement ou en totalité issu de l'article intitulé « Résultats détaillés des épreuves d'aviron aux Jeux olympiques d'été de 2008 » (voir la liste des auteurs).